# Huánuco
Huánuco é uma cidade do Peru, capital do departamento de Huánuco e da província de Huánuco. Sua população é de aproximadamente 200.000 habitantes.
Prefeito: José Luis Villavicencio Guardia (2019-2022) 